# Scopula gyalararia
Scopula gyalararia är en fjärilsart som beskrevs av Franzenau 1856. Scopula gyalararia ingår i släktet Scopula och familjen mätare. Inga underarter finns listade.